# Aluminothermie

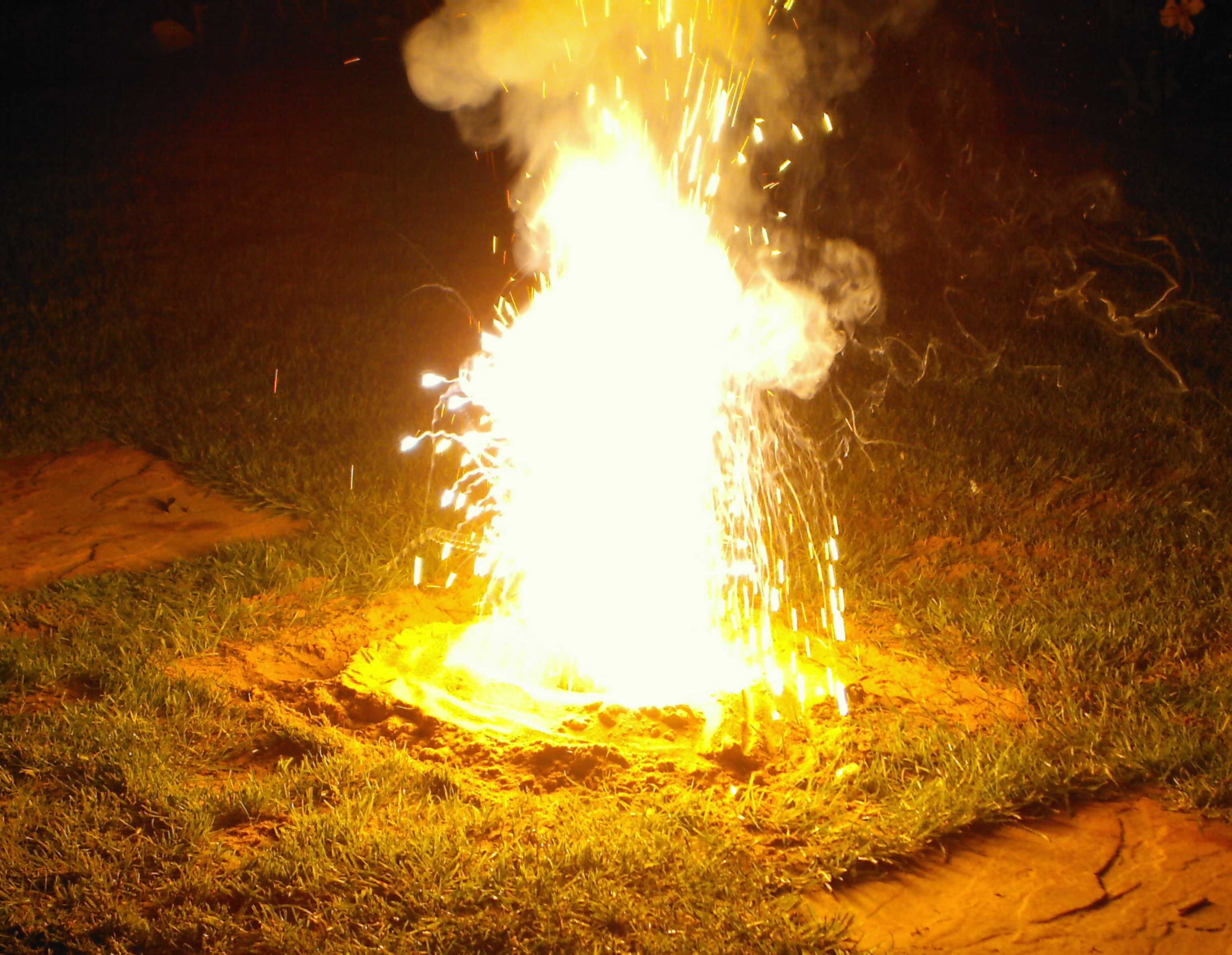
Reaktionsfeuer von Thermitmischung auf einer Platte auf von der Grasnarbe
freigelegtem Erdboden

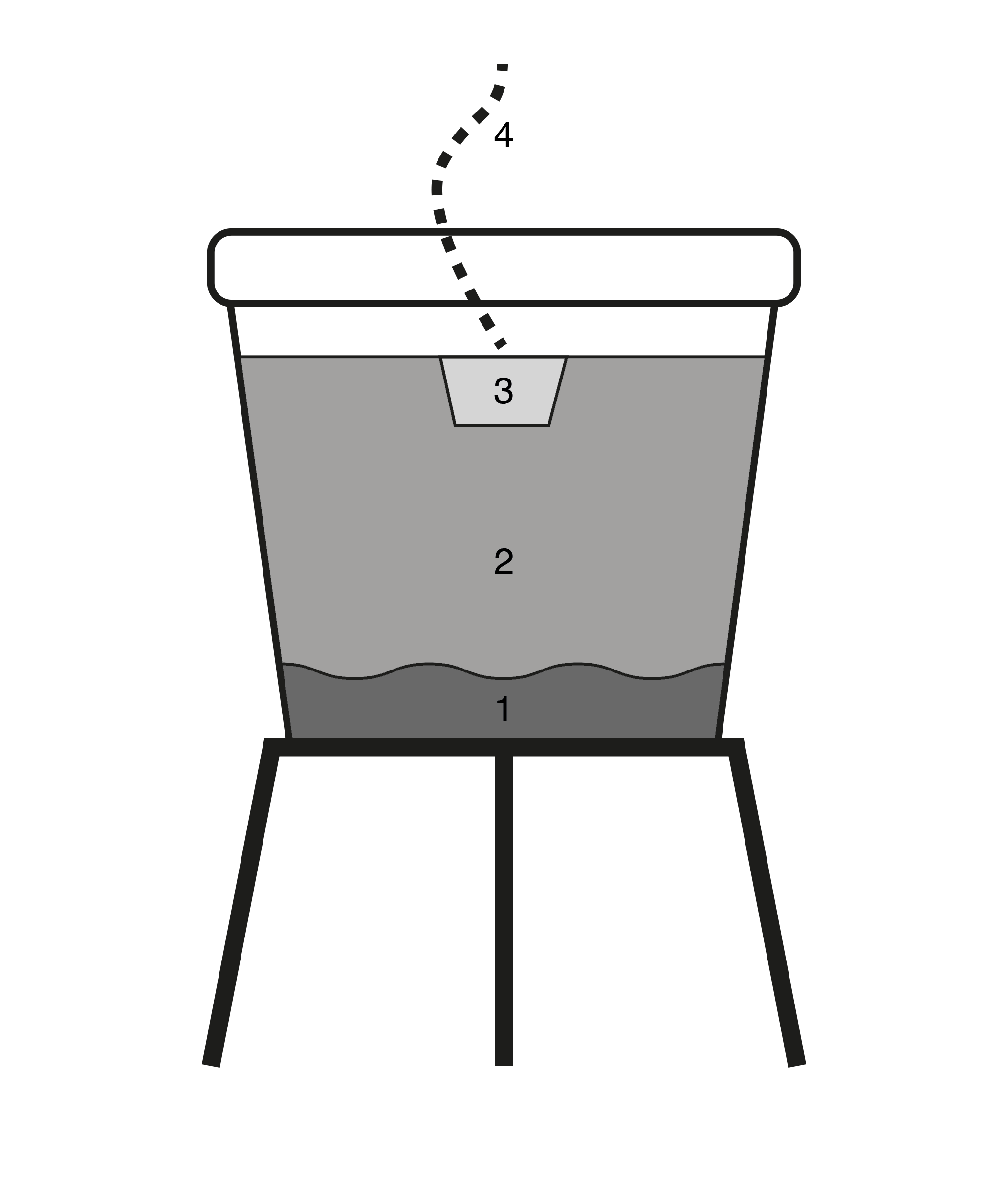
Laboraufbau einer Aluminothermischen Reaktion im Tontopf auf Dreibein aus Eisen: (1) Fließmittel (2) Reaktionsmischung (3) Zündkirsche (4) Lunte

Aluminothermie ist der Sammelbegriff für oder auch das treibende Prinzip von Reaktionen, bei denen Aluminium dazu dient, aus verschiedenen Oxiden von chemischen Elementen die entsprechenden Elemente herzustellen. Die Reaktion der Pulver- oder Körnermischung ist stark exotherm, sodass beide Produkte schmelzen und sich ihrem Dichteunterschied entsprechend voneinander trennen. 
Gemäß der allgemeinen Reaktionsgleichung
{\displaystyle {\ce {2 Al + 3 EO -> Al2O3 + 3 E}}}
wandert der Sauerstoff als Bindungspartner vom Element E zum Aluminium Al. 
Aluminiumoxid bildet eine Schlacke, das flüssige Metall E kann direkt für einen Guss genutzt werden.